# 완도 고금도 관왕묘비
완도 고금도 관왕묘비(莞島 古今島 關王廟碑)는 대한민국 전라남도 완도군 고금면 충무사에 있는 조선시대의 비석이다. 2018년 4월 19일 전라남도의 유형문화재 제336호로 지정되었다.

## 개요
조선시대 1713년에 세운 비로 이이명(李頣命, 1658~1722)이 비문을 지었고, 삼도통제사 이우항(李宇恒, ?~1722)이 비문 글씨를 쓴 고금도 관왕묘의 연혁금석문 자료로서 관왕묘의 역사성을 알 수 있고 세운 연대와 찬자, 서자도 알 수 있어 역사적, 학술적 가치가 있다.

## 참고 문헌
- 완도 고금도 관왕묘비 - 국가유산청 국가유산포털